# Pultenaea stuartiana
Pultenaea stuartiana är en ärtväxtart som beskrevs av Herbert Bennett Williamson. Pultenaea stuartiana ingår i släktet Pultenaea och familjen ärtväxter. Inga underarter finns listade i Catalogue of Life.